# The Remedy Tape Vol. 1
The Remedy Tape Vol. 1 è un mixtape del 2004 di Bassi Maestro.

## Tracce
1. Bassi Maestro - Intro - 0'29"
2. Bassi Maestro feat. DJ Zeta - Musical mafia - 3'32"
3. Mondo Marcio - Città del fumo - 3'56"
4. DJ Shocca feat. Mistaman - Adesso lo so - 2'36"
5. DJ Shocca feat. BusDeez, DJ Zeta, Mondo Marcio, Nesly Rice - Inedito - 2'45"
6. Raekwon - All over again - 2'46"
7. Black Moon - This goes out to you - 2'35"
8. Mark Ronson feat. Saigon - Diduntdidunt - 2'42"
9. Philly's Most feat. DJ Kool - Shake - 3'19"
10. Don Joe & Jake La Furia - Inedito - 2'05"
11. Mr. Baba - Danneggio MC's (Busdeez space cake mix) - 3'22"
12. Zampa - L'attitudine e l'istinto (Infamous cock remix) - 1'57"
13. Mobb Deep - Paid in full - 1'56"
14. Missy Elliot feat. Jay-Z - Wake up - 3'16"
15. Swallen Members - Watch this - 2'01"
16. Pitch Black - It's all real - 2'22"
17. Baby Blak feat. Obie Trice, Planet Asia - No coast allstar - 2'50"
18. Obie Trice feat. Busta Rhymes - Oh! - 2'21"
19. Il Combo (Ska e Maxi B) - È normale - 3'57"
20. Ape - Venticinque (Illigul Busdeez remix) - 2'47"
21. Kool G Rap feat. Ape, BusDeez - Gully - 3'38"
22. Kuno feat. Bloody Boy, Naghe - Testimoni scomodi - 2'12"
23. Kuno - La guerra di Kuno (Freestyle) - 0'51"
24. Vacca - Faccio muovere i culi - 2'55"
25. Jay-Z - Allure (Kev Brown remix) - 3'52"
26. Phat Kat - I't a rap - 2'24"
27. Reks - Crush you - 3'31"